# بئر سعيد (الرقة)
بئر سعيد قرية سورية تتبع ناحية مركز الرقة في منطقة مركز الرقة في محافظة الرقة. بلغ عدد سكانها 117 نسمة في عام 2004 حسب إحصاء المكتب المركزي للإحصاء.